# Hamagina pascoensis
Hamagina pascoensis är en insektsart som beskrevs av Dietrich och Dmitry A. Dmitriev 2006. Hamagina pascoensis ingår i släktet Hamagina och familjen dvärgstritar. Inga underarter finns listade i Catalogue of Life.